# Marc Lefebvre
Marc Robert Ghislain Lefebvre, ook bekend als Lefebvre-Meuret, (Doornik, 8 mei 1788 - Brussel, 14 april 1843) was een Belgisch senator.

## Levensloop
Marc was een zoon van Pierre François Piat Lefebvre, bankier en tapijtenfabrikant, en van Robertine Boucher. Hij trouwde met Louise Meuret.
Hij was actief in de familiale fabriek vanaf 1809. Hij was tegelijk ook bestuurder en eigenaar van de koolmijnen Belle-Vue in Elouges en in Thulin. Hij was ook medeoprichter in 1837 van de S.C.A. des Ateliers de Construction de Machines et Mécaniques de Boussu en in 1841 beheerder van de Société des Hauts Fourneaux du Borinage in Bergen.
Naar aanleiding van de Belgische Revolutie werd hij in 1830 arrondissementscommissaris voor Doornik. In 1831 werd hij verkozen tot senator voor het arrondissement Roeselare en vervulde dit mandaat tot in 1839.